# Johannes Josephus Brands
Pour les articles homonymes, voir Brands.
Johannes Josephus Brands, né le 29 novembre 1748 à Ravenstein et mort le 11 février 1822 à Rotterdam, est un homme politique néerlandais.

## Biographie
Brands est un charron de Rotterdam. Il est élu député en février 1796 à la première assemblée nationale batave. Réélu en septembre 1797, il soutient le coup d'État unitariste du 22 janvier 1798. Il quitte la vie politique après la mise en place du Directoire batave le 30 juillet 1798. 